# Scambus elegans
Scambus elegans là một loài tò vò trong họ Ichneumonidae.